# Meersalz

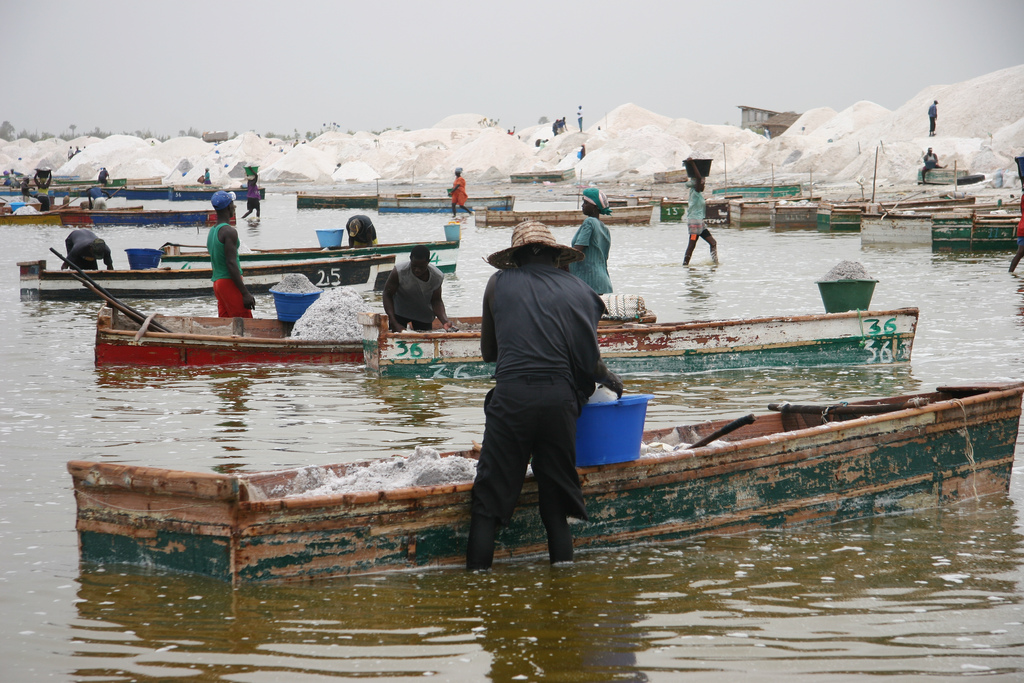
Salzgewinnung am Retba-See (Lac Rose) im Senegal

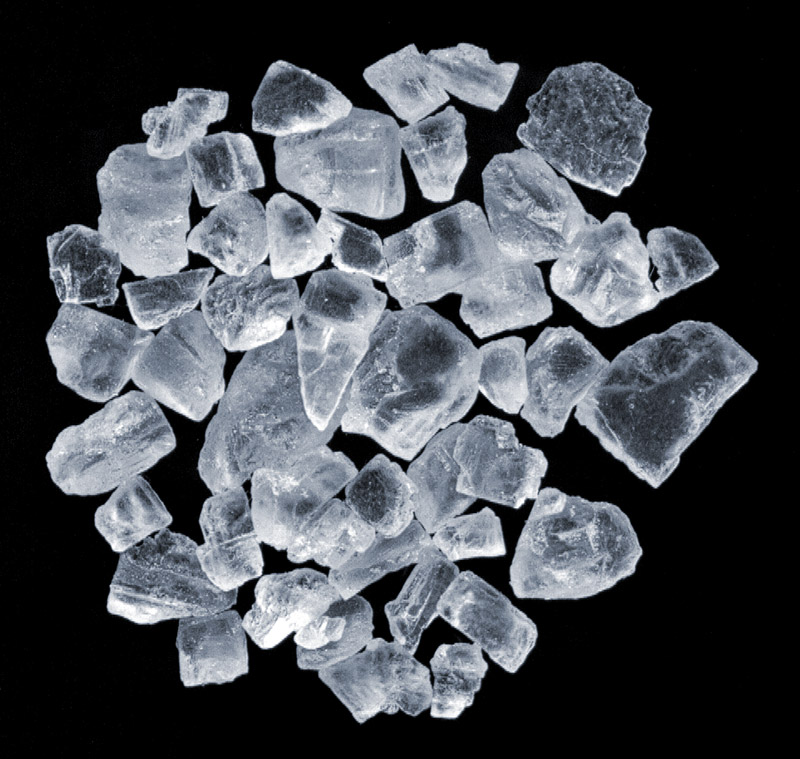
Grobe Meersalzkristalle (Bildkantenlänge 2 cm)

Meersalz ist aus Salzwasser in Salzgärten oder durch andere Verfahren gewonnenes Salz. Entgegen seinem Namen wird Meersalz nicht immer aus Meerwasser abgeschieden, sondern kann auch dem Wasser von Salzseen, d. h. natürlich salzigen Binnengewässern, entstammen.
Im Meersalz sind neben Natriumchlorid noch Spuren von anderen Stoffen enthalten, unter anderem Salze von Kalium, Magnesium und Mangan. Steinsalz ist nichts anderes als Meersalz, das vor Millionen von Jahren durch die natürliche Verdunstung und die daraus resultierende Aufkonzentration des Meerwassers ganzer Binnenmeere oder abgeschnürter Meeresarme entstand.

## Herkunft

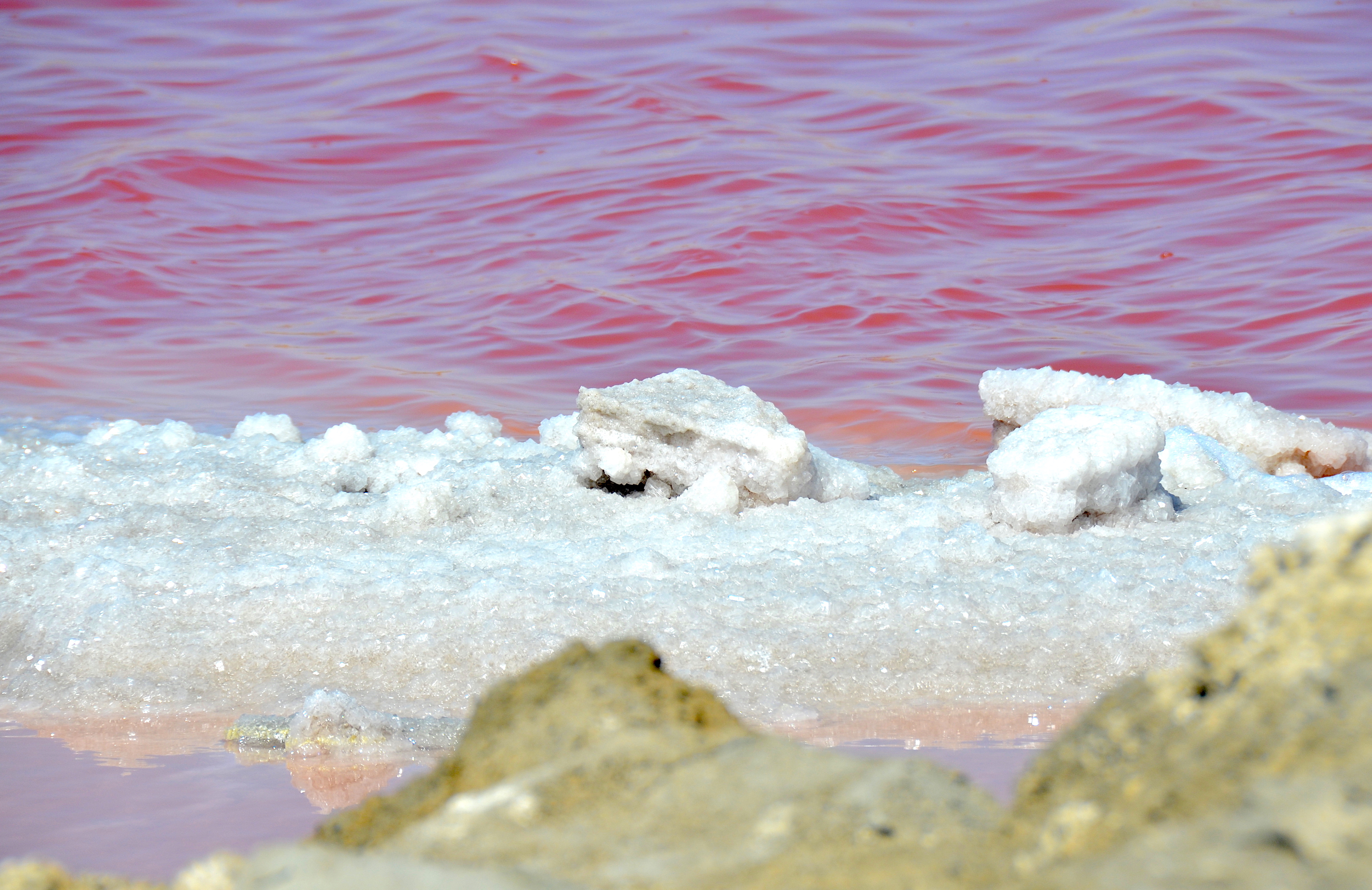
Meersalz an einem Salzgarten in Walvis Bay. Die Rotfärbung des Wassers wird durch halophile Organismen verursacht.

Die Meeressalze, jedenfalls ihre metallischen (kationischen) Anteile, entstammen der Verwitterung von Gesteinen. Die in magmatischen Gesteinen vorhandenen alkali- und erdalkalimetallhaltigen Minerale (insbesondere Feldspäte) lösen sich über geologische Zeiträume hinweg in Regenwasser. Beim Lösungsvorgang werden die Minerale dissoziiert, also in Ionen gespalten. So gelangen u. a. Natrium- und Kalium-Ionen (Na+, K+) in die Fließgewässer und schließlich ins Meer. Der anionische Anteil der Salze im Meerwasser, insbesondere das für den salzigen Geschmack mitverantwortliche Chlorid-Ion (Cl−) entstammt jedoch wahrscheinlich nicht ausschließlich der Gesteinsverwitterung, sondern wurde aus der Ur-Atmosphäre ausgewaschen und war somit schon im Ur-Ozean in relativ hoher Konzentration vorhanden.
Die Menge (Massenkonzentration) gelöster Salze in einer bestimmten Menge von Meerwasser wird als Salinität bezeichnet. Die Salinität des Wassers des offenen Ozeans liegt bei etwa 3,5 %. Das bedeutet, dass 1000 g – entsprechend 976 ml – Meerwasser 35 g gelöste Salze enthalten. Die Ostsee enthält durchschnittlich 0,8 %, die Nordsee 3,0 %, das Mittelmeer 3,8 % und das Tote Meer 28 % Salze. Die deutlichen Unterschiede der Salinität dieser Wasserkörper ergeben sich aus dem Zusammenspiel des regionalen Klimas (humid vs. arid) und der Breite ihrer Verbindungen mit dem offenen Ozean oder ob überhaupt eine solche Verbindung besteht (siehe auch Salinität von Binnenmeeren).

## Gewinnung

Mittlere Gewichtsanteile der in normalsalzigem Meerwasser (ca. 35 ‰) enthaltenen Ionen

Die Gewinnung von Meersalz erfolgt nur an den Rändern von Wasserkörpern, die mindestens normale ozeanische Salinität aufweisen und wo zumindest saisonal begünstigende klimatische Bedingungen (ausreichend hohe Temperaturen, Sonne, Wind, sehr wenig Niederschlag) herrschen. An solchen Küsten oder Ufern wird traditionell das Meer- oder Seewasser in künstlich angelegte flache Becken oder flache Seen geleitet, die Salzgärten. Diese Becken zeigen oft eine intensiv rote bis violette Färbung durch salzliebende, halophile Bakterien. Durch die Wasserverdunstung unter Einfluss von wärmender Sonne und feuchtigkeitsaufnehmendem Wind steigt die Salzkonzentration der verbleibenden Flüssigkeit (Salzlake) an. Mit steigender Konzentration wird diese weitergeleitet, bis durch Entfernung des Restwassers oder Trockenfallen die auskristallisierten Salzschichten zurückbleiben. Die Salzbauern „ernten“ diese maschinell oder manuell und lagern sie in Haufen zwischen. Meersalz macht geschätzt 30 Prozent der Weltsalzproduktion aus, beim Rest handelt es sich um Steinsalz.

### Salzblume, „Fleur de Sel“

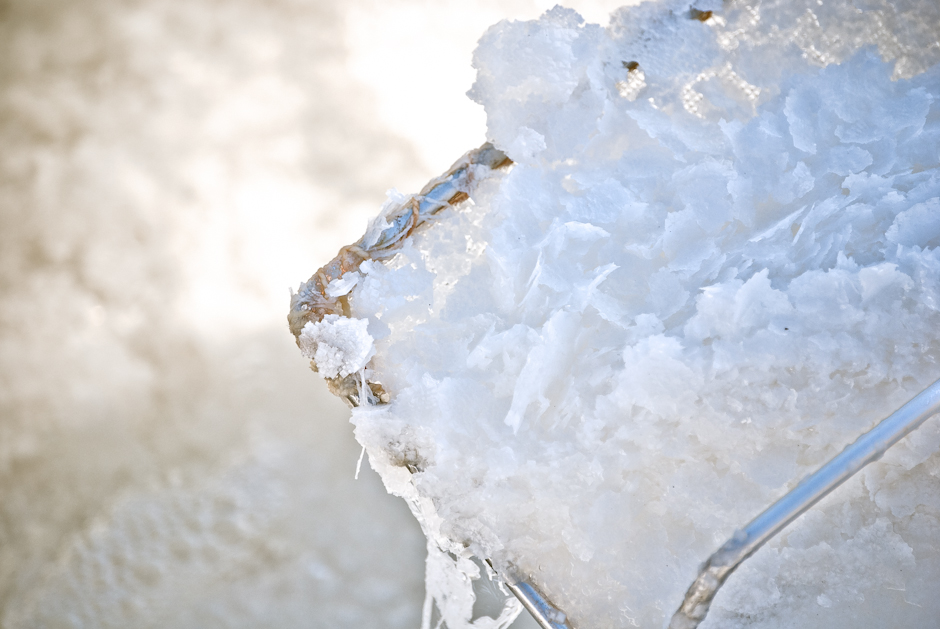
Frisch abgeschöpfte Salzblume in einer Saline in Rio Grande do Norte, Brasilien

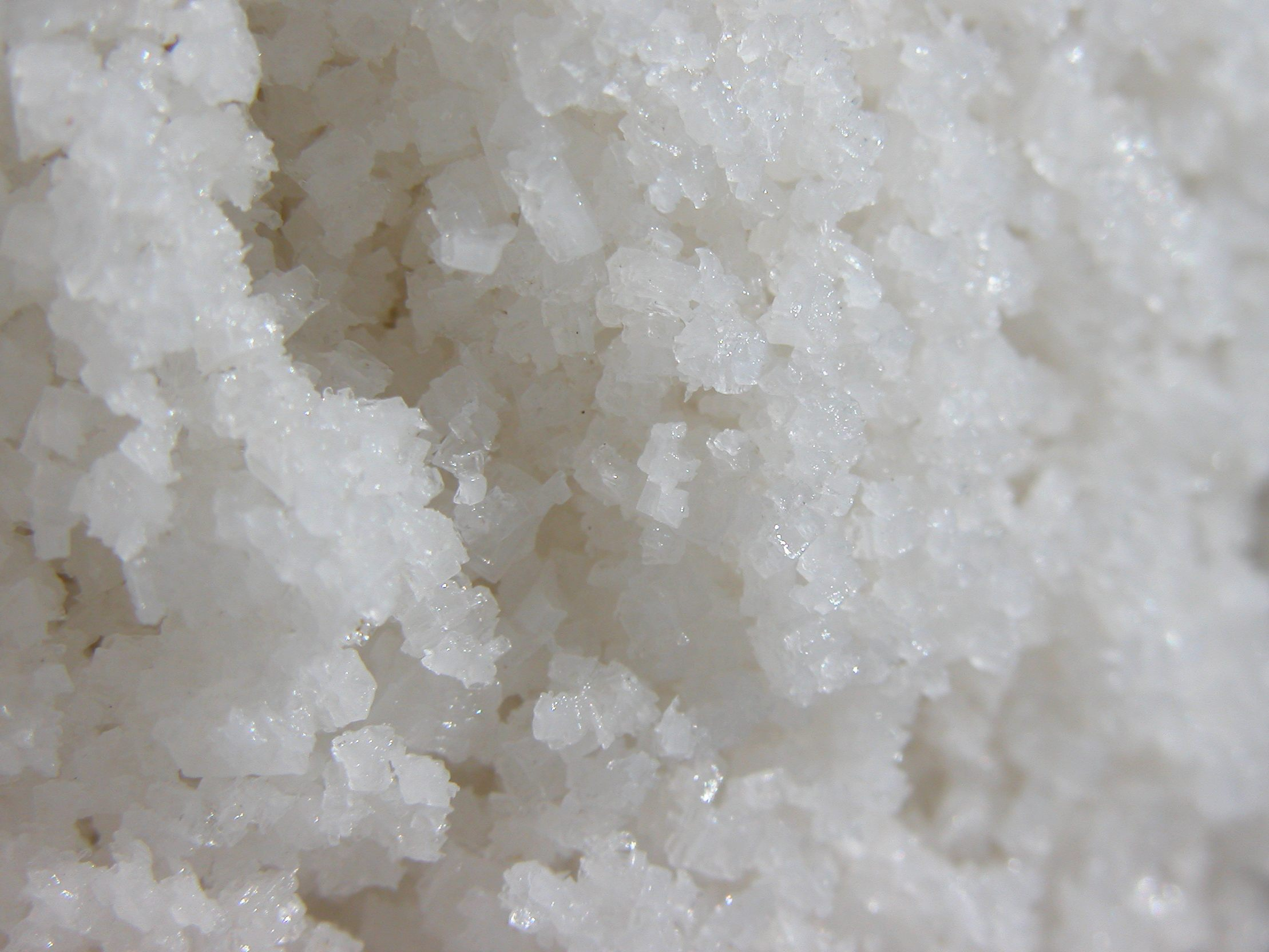
Nahaufnahme von verzehrfertiger Fleur de Sel

Fleur de Sel (französisch; Flor de Sal portugiesisch, spanisch; Fior di Sale italienisch) ist das teuerste Salz. Es entsteht nur an heißen und windstillen Tagen als hauchdünne Schicht an der Wasseroberfläche in den Salzbecken und wird in Handarbeit mit einer Siebschaufel abgeschöpft. In Frankreich wird es in der Bretagne (Guérande), den Pays de la Loire (Île de Noirmoutier), dem Département Charente-Maritime (Île de Ré) sowie der Camargue, in Portugal an der Algarve, in Figueira da Foz und im Raum Aveiro gewonnen. Des Weiteren kommt Fleur de Sel aus Spanien, aus Alicante (Marina Alta) und Ses Salines auf Mallorca, sowie aus den Salinen von Sečovlje im slowenischen Piran und jenen von Trapani an der Westküste Siziliens. Auch wird Fleur de Sel schon seit der frühen Kolonialzeit in den Salzgärten der Atlantikküste des brasilianischen Bundesstaates Rio Grande do Norte produziert. Die Salzblume besteht im Mittel aus über 97 % Natriumchlorid, 0,5 % Calciumsulfat, 0,3 % Magnesiumchlorid, 0,2 % Magnesiumsulfat („Bittersalz“) und etwa 0,1 % Kaliumchlorid, der Rest ist verbliebenes Wasser.

### Graues Salz
Unterhalb der Salzblume wird das graue Salz (sel gris) abgeschöpft. In den Salzkristallen sind Schwebestoffe aus der Alge Dunaliella salina und Sedimentteilchen eingeschlossen. Diese während der Reifung vom Untergrund der Becken in den Salzgärten eingetragenen Substanzen verleihen diesem Meersalz eine graue Farbe. Die Algen und die Tonschwebstoffe ergeben einen höheren Anteil an Silikaten. Sel gris besitzt eine hohe Restfeuchte und muss in einer rostbeständigen Salzmühle oder im Mörser zerkleinert werden.

## Bewertung als Lebensmittel
Als Speisesalz kommt vor allem gewaschenes Meersalz in den Handel, das durch Umkristallisation gewonnen wird. Nur kleinere Salinen bringen auch ungewaschenes Meersalz zum Verkauf. Meersalz, das durch direktes Eindampfen des Salzwassers gewonnen wird, macht den geringsten Anteil der angebotenen Produkte aus.
Meersalz wird von einigen Köchen wegen des angeblich besseren Geschmacks oder der besonderen Struktur der Kristalle bevorzugt. Ernährungsphysiologisch ist eine Bevorzugung von Meersalz jedoch nicht zu begründen, da es wie anderes Speisesalz auch zu 95 bis 98 Prozent aus Natriumchlorid besteht und nur geringe Mengen Mineralstoffe, aber dafür bis zu 5 Prozent Wasser als Restfeuchte enthält. Entgegen anders lautenden Werbeaussagen ist kaum Iod oder Iodid enthalten. Demgegenüber ist der Gehalt an Mineralstoffen und Spurenelementen je nach Produkt sehr unterschiedlich, aber meist so niedrig, dass bei einem Salzkonsum von zwei bis drei Gramm pro Tag (etwa ein halber Teelöffel) kein nennenswerter Beitrag zur Bedarfsdeckung geleistet werden kann. Das gilt auch für Iod, falls es nicht eigens zugesetzt worden ist.
Unabhängig vom Ort der Herkunft wird in handelsüblichen Meersalzen Mikroplastik gefunden. Im Rahmen einer 2017 veröffentlichten Studie wurden 17 Meersalzmarken aus 8 verschiedenen Ländern untersucht. In nur einer Marke wurde kein Mikroplastik gefunden. Die übrigen Marken enthielten zwischen 1 und 10 Partikel Mikroplastik pro Kilogramm. Als Herkunft von Mikroplastik in der Nahrung des Menschen spielt Meersalz aber allein schon wegen der vergleichsweise sehr geringen Aufnahme von reinem Salz pro Tag wahrscheinlich eine untergeordnete Rolle.

## Aerosole
Durch Wind, Wellen und Anbrandung werden Meerwassertröpfchen versprüht, die als Aerosol umso weiter vom Wind vertragen werden, je kleiner (und leichter) sie sind. In trockener Luft, etwa über sonnenerwärmtem Land können diese Salzwassertröpfchen auch zu Salzpartikeln trocknen. Diese natürlichen Aerosole dienen in Seebädern zu Heilzwecken ähnlich wie solche aus Ultraschallverneblern. Eingeatmet bringt die Salzluft Linderung bei verschiedenen Leiden wie Asthma.
Äußerliche Anwendung findet Meersalz in Meerwasserbädern.